# 乔安妮·布拉德肖
乔安妮·布拉德肖（英語：Joanne Bradshaw，1961年11月8日—），澳大利亚女子田径运动员。她曾代表澳大利亚参加2000年和2004年夏季残疾人奥林匹克运动会田径比赛，其中2000年夏季残奥会获得一枚金牌。